# Deseilligny (kráter)

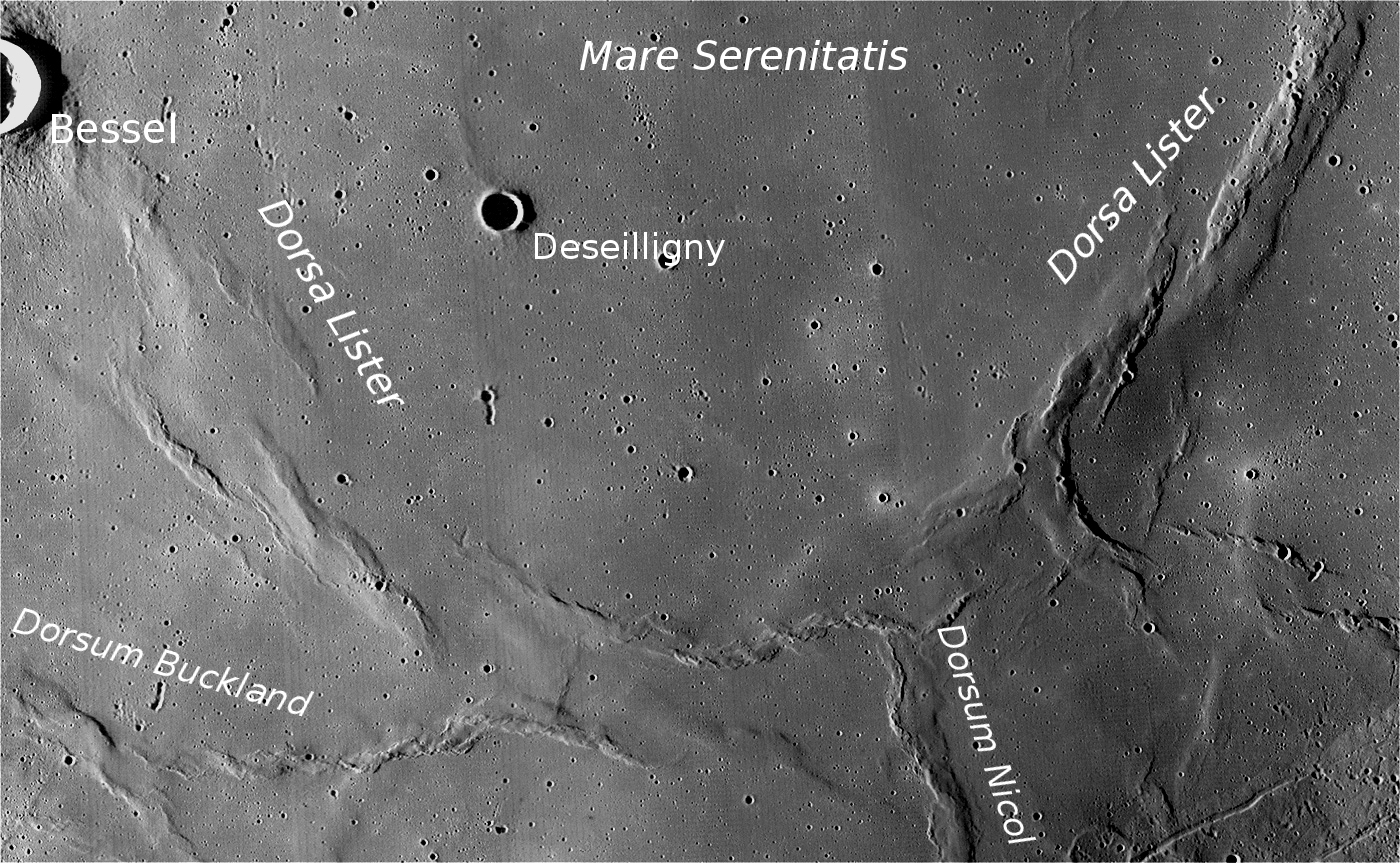
Poloha kráteru Deseilligny a okolních mořských hřbetů

Deseilligny je malý impaktní kráter o průměru 6,6 km nacházející se v jižní části Mare Serenitatis (Moře jasu) na přivrácené straně Měsíce. Od západo-severozápadu od kráteru Bessel se kolem něj přes jižní stranu až k východu obtáčí soustava mořských hřbetů Dorsa Lister.

## Název
Je pojmenován od roku 1935 podle francouzského selenografa Julese Alfreda Pierrota Deseillignyho.